# Бомбардировки континентальной территории США японской авиацией
Бомбардировки континентальной территории США японской авиацией — незначительные, но имеющие своё место в истории налёты японской авиации, которые случились в горах штата Орегон, в нескольких милях от Брукингса во время Второй мировой войны. Это был единственный раз, когда во время Второй мировой войны континентальные штаты США пострадали от нападения вражеских сил с воздуха.
9 сентября 1942 года японский гидросамолёт Йокосука E14Y, стартовавший с японской подводной лодки I-25, сбросил две зажигательные бомбы с взрывателем замедленного действия, чтобы начался лесной пожар. Благодаря пожарному патрулю и погодным условиям, не подходящим для возникновения пожара, ущерб от атаки был минимальным. Это был первый случай, когда вражеский самолёт бомбил континентальную часть США, и второй раз, когда континентальная территория США подверглась бомбардировке иностранными войсками (первой была бомбардировка Патриком Мерфи Нако, штат Аризона, хотя бомбардирование Мерфи территории США было случайностью).
Предполагаемым налётам японской авиации на США посвящена японская патриотическая песня «Бомбардировка Америки» (яп. アメリカ爆撃).

## Бомбардировки
В среду 9 сентября 1942 года подводная лодка I-25 лейтенанта-командера Мэйдзи Тагами, всплыла к западу от мыса Бланко. С подводной лодки взлетел гидросамолёт «Глен» Йокосука E14Y, под управлением прапорщика Нобуо Фудзиты и старшины Сёдзи Окуды, с двумя зажигательными бомбами по 76 килограммов (168 фунтов) каждая.
Говард «Разз» Гарднер с пожарной вышки на Маунт-Эмили заметил летящий «Глен» и сообщил о нём в Siskiyou National Forest. Хотя Разз не видел бомбардировки, он заметил столб дыма и сообщил об этом диспетчеру. Он получил команду добраться до пожара пешком, чтобы определить, что можно сделать. Диспетчер также послал пожарного Кита В. Джонсона c ближайшей пожарной вышки Bear Wallow.
Двое мужчин прибыли на место и смогли локализовать пожар. Возникло только несколько небольших разрозненных очагов, так как бомбы были сброшены с неправильной высоты. Мужчины оставались на месте и работали всю ночь борясь с пожарами. Утром на помощь прибыл пожарный расчёт. Из-за прошедшего недавно дождя было влажно, что помогало борьбе с огнём.

## Последствия
ФБР начало расследование, в результате которого были найдены несколько осколков бомб. 10 сентября 1942 года эта история была опубликована в нескольких газетах. Генерал-лейтенант Джон Л. Девит объявил: «Командование западного сектора обороны расследует обстоятельства обнаружения 9 сентября осколков от зажигательной бомбы. Эти фрагменты были обнаружены сотрудниками Лесной службы США около горы Эмили в девяти милях к северо-востоку от Брукингса, маркировка на осколках бомбы указывает на то, что она была изготовлена в Японии».
Гидросамолёт нёс две бомбы. Обе были сброшены японцами согласно полученному приказу, но следы от второй бомбы до сих пор не обнаружены. Одна из бомб оставила глубокую воронку. 29 сентября Фудзита и его наблюдатель провели вторую атаку, снова причинившую только незначительный ущерб.

## После войны
Через двадцать лет после войны пилот гидросамолёта Нобуо Фудзита получил приглашение посетить Брукингс. Перед его поездкой правительство Японии запросило гарантии, что он не пойдет под суд как военный преступник. Фудзита выступил в качестве ведущего на местном фестивале, где как символ сожаления он подарил городу меч самурая, принадлежавший его семье на протяжении 400 лет. Фудзита нанёс ряд визитов в Брукингсе в качестве «неофициального посла мира и дружбы». Он был впечатлён тёплым приемом в Соединённых Штатах.
В 1985 году Фудзита пригласил в Японию трёх студентов из Brookings-Harbor High School. В ходе визита Фудзите было передано письмо от помощника Президента Рональда Рейгана «с восхищением за доброту и щедрость». Фудзита приезжал в Брукингс в 1990, 1992 и 1995 годах. В 1992 году, в качестве жеста мира, он посадил дерево на месте падения бомбы. В 1995 году он перевёз самурайский меч из мэрии Брукингса в новую библиотеку. Нобуо был удостоен звания почётного гражданина Брукингса за несколько дней до своей смерти — 30 сентября 1997, в возрасте 85 лет. В октябре 1998 года его дочь Ёрико Асакура захоронила прах Фудзиты на месте падения бомбы.